# For Woman's Favor
For Woman's Favor er en amerikansk stumfilm fra 1924 af O. A. C. Lund.

## Medvirkende
- Seena Owen som June Paige
- Elliott Dexter som Howard Fiske
- Wilton Lackaye som Bracken
- Irma Harrison
- Henry Hull
- Paul McAllister
- Arthur Donaldson